# Jean-François Bedenik
Jean-François Bedenik (Seclin, 20 november 1978) is een Frans voetbaldoelman die sinds 2010 voor de Zwitserse eersteklasser Neuchâtel Xamax uitkomt. Voordien speelde hij voor FC Valenciennes, Le Mans UC, Ionikos en US Boulogne.